# Mirka Mora
Pour les articles homonymes, voir Mora.
Mirka Mora est une artiste franco-australienne, née Zelik le 18 mars 1928 à Paris et morte le 27 août 2018 à Melbourne. Pratiquant à la fois le dessin, la peinture, la sculpture et la mosaïque, elle a contribué au développement de l'art contemporain en Australie et a notamment été une figure importante de la culture melbournienne.
Elle est l'épouse du marchand d'art Georges Mora (en), avec qui elle a eu trois fils : le réalisateur Philippe Mora, le marchand d'art William Mora et l'acteur Tiriel Mora (en).

## Biographie

### Origines et occupation nazie
Née à Paris, Mirka Zelik est la fille d'un couple juif : Leon Zelik, d'origine lituanienne, et Celia « Suzanne » Gelbein, d'origine roumaine. Durant sa jeunesse, elle prend des cours de théâtre et notamment avec le mime Marcel Marceau.
En 1942, elle est arrêtée avec sa mère et ses deux sœurs lors du rafle du Vel' d'Hiv' puis transférée au camp de Pithiviers. Son père, alors réquisitionné pour aller travailler dans une usine d'uniformes allemands, obtient l'aide de résistants pour obtenir de faux papiers et sauver sa famille. La famille, qui recueille entre-temps deux cousines (filles de Tauba, la sœur de Suzanne, qui meurt ensuite au camp d'Auschwitz), trouve ensuite refuge dans l'Yonne grâce à un couple de Justes, Abel et Suzanne Fournier. Ne pouvant suivre une scolarité normale à cause de cette situation, elle compense ce manque d'étude et assouvit sa grande curiosité avec des lectures nombreuses et variées, dont des traités artistiques.

### Après-guerre et émigration vers l'Australie
Après la guerre, elle rencontre un ancien résistant, Gunter Morawski — qui change ensuite son nom en Georges Mora (en) — avec qui elle se marie en 1947. Ensemble, ils ont un premier fils, Philippe, né en 1949, puis ils décident d'émigrer. Alors que Georges souhaite s'installer à Casablanca, Mirka le convainc de prendre la direction de Melbourne, intéressée par cette ville depuis qu'elle l'a découverte à l'âge de 16 ans en lisant Scènes de la vie de bohème de Henry Murger. Ils partent ainsi pour l'Australie en 1951. Ils y auront deux autres fils : William en 1953 et Tiriel (en) en 1958.
À Melbourne, les époux Mora occupent un appartement et un studio au 9 Collins Street où avaient précédemment vécu les peintres Tom Roberts et Frederick McCubbin. Ils deviennent rapidement des figures de la vie culturelle locale, Georges Mora devenant marchand d'art et le couple ouvrant trois lieux importants de subculture bohème. C'est notamment le cas du premier, le Mirka Café, qu'ils ouvrent dans les années 1950 sur Exhibition Street (en). Les Mora côtoient de nombreux artistes dont Sidney Nolan, Charles Blackman, Fred Williams, Arthur Boyd ou encore Joy Hester. Ensuite ils ouvrent en 1956 le restaurant Balzac, sur Wellington Parade, qui devient en 1960 le premier établissement melbournien à obtenir une autorisation de vente d'alcool après 22 heures. Lorsque les Mora s'installent dans le quartier de St Kilda, ils y achètent en 1965 l'hôtel Tolarno, sur Fitzroy Street, où ils tiennent un nouveau restaurant. Ils créent ensuite la galerie Tolarno, première galerie marchande d'art de Melbourne.
Avec leurs amis et mécènes John et Sunday Reed, Georges et Mirka Mora participent à revitaliser la Contemporary Art Society, une organisation créée en 1938 pour promouvoir l'art non figuratif.
Mirka et Georges Mora finissent par se séparer en 1970 après avoir eu tous deux des relations extra-conjugales.

### Carrière artistique
Mirka Mora est considérée comme une importante contributrice de la transformation de Melbourne en une ville sophistiquée et multiculturelle.
Elle commence à exposer en 1954 à Melbourne et à Sydney, notamment avec la Contemporary Art Society et le Heide Museum of Modern Art (en).
En 1964, elle crée les décors, costumes et masques pour une création du ballet Ivan le Terrible. Elle fait de même pour deux opéras, Medea en 1979 et Bacchae en 1980. Elle crée aussi d'immenses marionnettes pour l'opéra Bennelong, à propos de l'Aborigène du même nom.
En 1978, elle est la première artiste à être appelée à peindre un tramway de Melbourne.
Elle crée également une collection de vêtements qui obtient un certain succès à Melbourne.
Ses dessins et peintures, souvent empreints de joie de vivre, sont caractérisés par un style apparemment enfantin, un peu à la manière de Marc Chagall. On retrouve régulièrement des figures de chérubins, qu'un critique d'art des années 1960 a qualifié de « lutins médiévaux ».

### Mort
Atteinte de la maladie d'Alzheimer, elle meurt à Melbourne 27 août 2018, à l'âge de 90 ans. À propos de sa mort, elle avait déclaré : « Dans ma tombe j'emporterai quelques pinceaux et de la peinture. On ne sait jamais ! »
Les hommages sont nombreux en Australie. Daniel Andrews, Premier ministre du Victoria, salue « l'une des artistes les plus aimées du pays ». En référence à sa jeunesse sous l'occupation nazie, l'actrice Magda Szubanski estime pour sa part que Mirka Mora« a vécu l'enfer mais nous a offert des images de paradis ».

## Œuvres

### Collections permanentes
- Galerie nationale d'Australie, Canberra
- National Gallery of Victoria, Melbourne
- Heide Museum of Modern Art (en), Melbourne

### Œuvres présentes dans l'espace public
- Œuvre murale (techniques miextes), gare de Flinders Street, Melbourne (créée en 1986 et partiellement restaurée par Mirka Mora elle-même en 1998)
- Peinture murale sur Acland Street, St Kilda, Melbourne
- Siège en mosaïque, St Kilda, Melbourne
- Peintures murales à l'hôtel Tolarno, St Kilda, Melbourne[1]

### Expositions
Plus de 35 expositions personnelles ont été consacrées à son œuvre, essentiellement en Australie. En 1999 et 2000, le Heide Museum of Modern Art (en) lui a consacré une importante rétrospective : Mirka Mora: where angels fear to tread: 50 years of art 1948-1998. Début août 2018, peu de temps avant sa mort, les galeries de son fils William Mora ont organisé une exposition intitulée Mirka Mora: Charcoals 1958-1965.

## Publication
- My Life — Wicked But Virtuous, Viking, 2000  (ISBN 978-0670880393)

## Distinctions et hommage
- 2002 :  Officière de l'ordre des Arts et des Lettres[1]
- Une voie porte son nom dans le quartier de St Kilda à Melbourne : Mirka Lane.